# Engineering Equipment and Materials Users Association
Engineering Equipment and Materials Users Association (EEMUA) é uma associação de engenharia de usuários de equipamentos e materiais. A EEMUA é uma organização sem fins lucrativos com sede em Londres dedicada à melhoria de ativos industriais nas áreas de segurança, meio ambiente e desempenho de ativos e compartilhamento de experiências entre os membros.  Seus membros são predominantemente das indústrias de petróleo, energia e processos. 
Entre as inúmeras publicações da associação, a EEMUA Publication 191 estabeleceu-se como uma diretriz para o gerenciamento de alarmes.